# Les Paroches
Les Paroches est une commune française située dans le département de la Meuse, en région Grand Est.

## Géographie

### Hydrographie
La commune est dans le bassin versant de la Meuse au sein du bassin Rhin-Meuse. Elle est drainée par la Meuse, le canal de l'Est Branche-Nord, le ruisseau de Rehau et le ruisseau de Hamboquin,.
La Meuse, d'une longueur de 486 km, est un fleuve européen qui prend sa source en France, dans la commune du Châtelet-sur-Meuse, à 409 mètres d'altitude, et se jette dans la mer du Nord après un cours long d'approximativement 950 kilomètres traversant la France, la Belgique et les Pays-Bas. 
Le canal de l'Est Branche-Nord, d'une longueur de 141 km, est un chenal et un cours d'eau naturel navigable qui relie Givet à Troussey, où il rejoint le canal de la Marne au Rhin. 
Le ruisseau de Rehau, d'une longueur de 11 km, prend sa source dans la commune de Rupt-devant-Saint-Mihiel et se jette  dans la Meuse sur la commune, après avoir traversé quatre communes. 

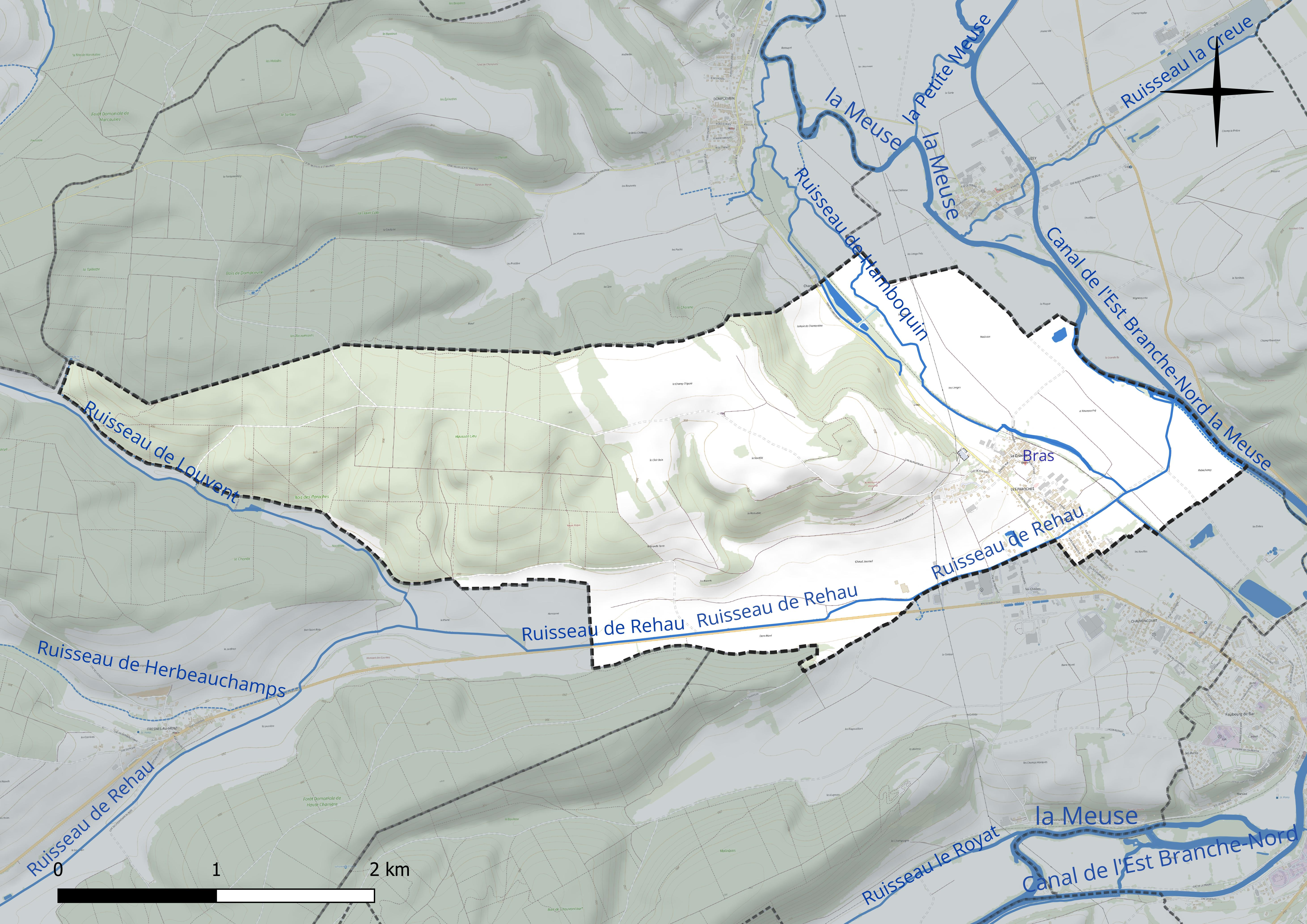
Réseau hydrographique des Paroches.

Un plan d'eau complète le réseau hydrographique : Bras (1,4 ha),.

### Climat
Pour des articles plus généraux, voir Climat du Grand Est et Climat de la Meuse.
En 2010, le climat de la commune est de type climat de montagne, selon une étude du Centre national de la recherche scientifique s'appuyant sur une série de données couvrant la période 1971-2000. En 2020, Météo-France publie une typologie des climats de la France métropolitaine dans laquelle la commune est exposée à un climat océanique altéré et est dans la région climatique  Lorraine, plateau de Langres, Morvan, caractérisée par un hiver rude (1,5 °C), des vents modérés et des brouillards fréquents en automne et hiver. 
Pour la période 1971-2000, la température annuelle moyenne est de 9,7 °C, avec une amplitude thermique annuelle de 16 °C. Le cumul annuel moyen de précipitations est de 952 mm, avec 13,4 jours de précipitations en janvier et 9,4 jours en juillet. Pour la période 1991-2020, la température moyenne annuelle observée sur la station météorologique de Météo-France la plus proche, « Nonsard », sur la commune de Nonsard-Lamarche à 18 km à vol d'oiseau, est de 10,7 °C et le cumul annuel moyen de précipitations est de 690,8 mm. 
La température maximale relevée sur cette station est de 40,1 °C, atteinte le 25 juillet 2019 ; la température minimale est de −17 °C, atteinte le 1er mars 2005,,. 
Les paramètres climatiques de la commune ont été estimés pour le milieu du siècle (2041-2070) selon différents scénarios d'émission de gaz à effet de serre à partir des nouvelles projections climatiques de référence DRIAS-2020. Ils sont consultables sur un site dédié publié par Météo-France en novembre 2022.

## Urbanisme

### Typologie
Au 1er janvier 2024, Les Paroches est catégorisée commune rurale à habitat dispersé, selon la nouvelle grille communale de densité à sept niveaux définie par l'Insee en 2022.
Elle appartient à l'unité urbaine de Saint-Mihiel, une agglomération intra-départementale regroupant trois  communes, dont elle est une commune de la banlieue,,. Par ailleurs la commune fait partie de l'aire d'attraction de Saint-Mihiel, dont elle est une commune de la couronne,. Cette aire, qui regroupe 17 communes, est catégorisée dans les aires de moins de 50 000 habitants,.

### Occupation des sols
L'occupation des sols de la commune, telle qu'elle ressort de la base de données européenne d’occupation biophysique des sols Corine Land Cover (CLC), est marquée par l'importance des territoires agricoles (52 % en 2018), en diminution par rapport à 1990 (54,3 %). La répartition détaillée en 2018 est la suivante :
forêts (43 %), terres arables (30,1 %), prairies (21,9 %), zones urbanisées (3,5 %), zones industrielles ou commerciales et réseaux de communication (1,4 %). L'évolution de l’occupation des sols de la commune et de ses infrastructures peut être observée sur les différentes représentations cartographiques du territoire : la carte de Cassini (XVIIIe siècle), la carte d'état-major (1820-1866) et les cartes ou photos aériennes de l'IGN pour la période actuelle (1950 à aujourd'hui).

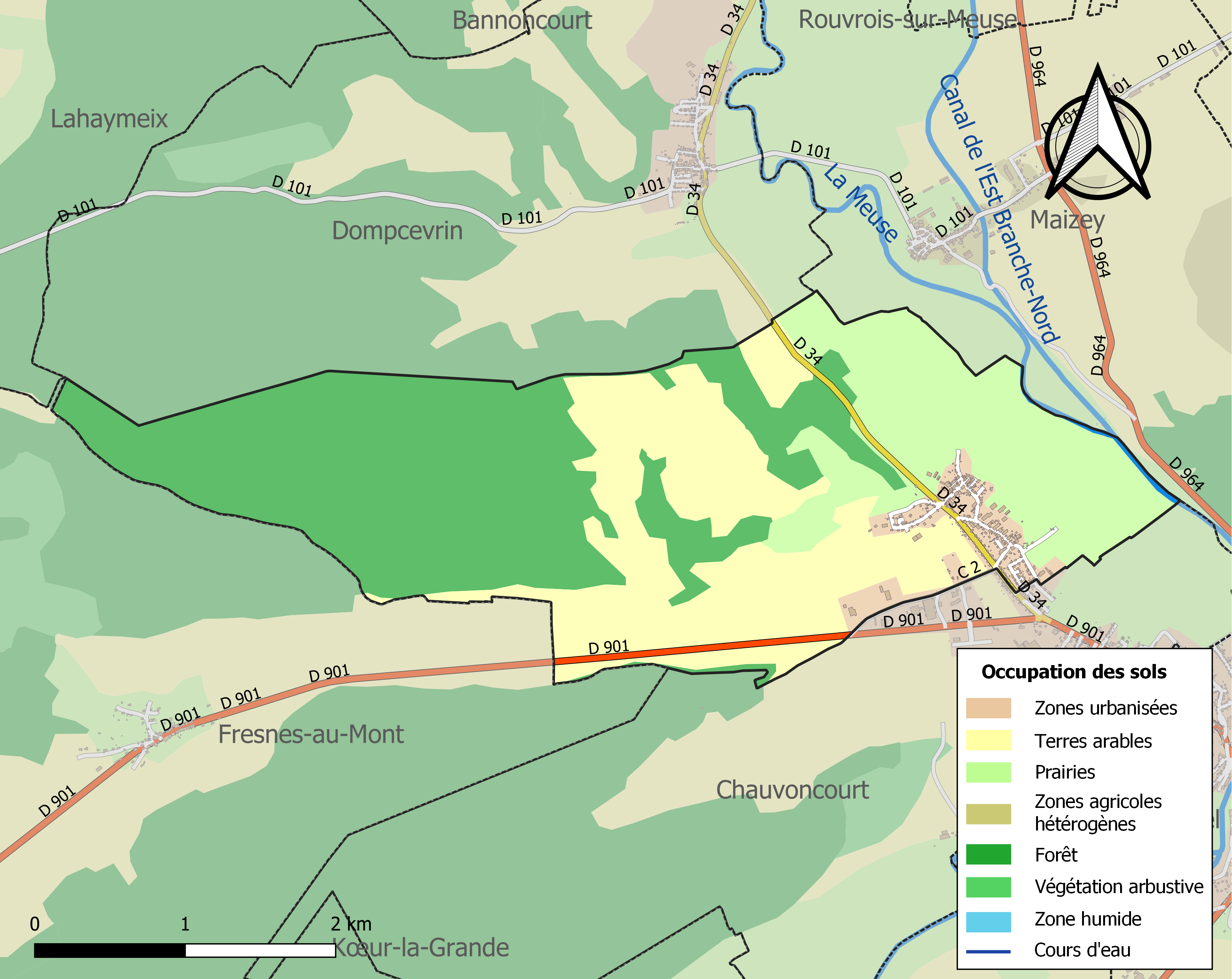
Carte des infrastructures et de l'occupation des sols de la commune en 2018 (CLC).

## Toponymie

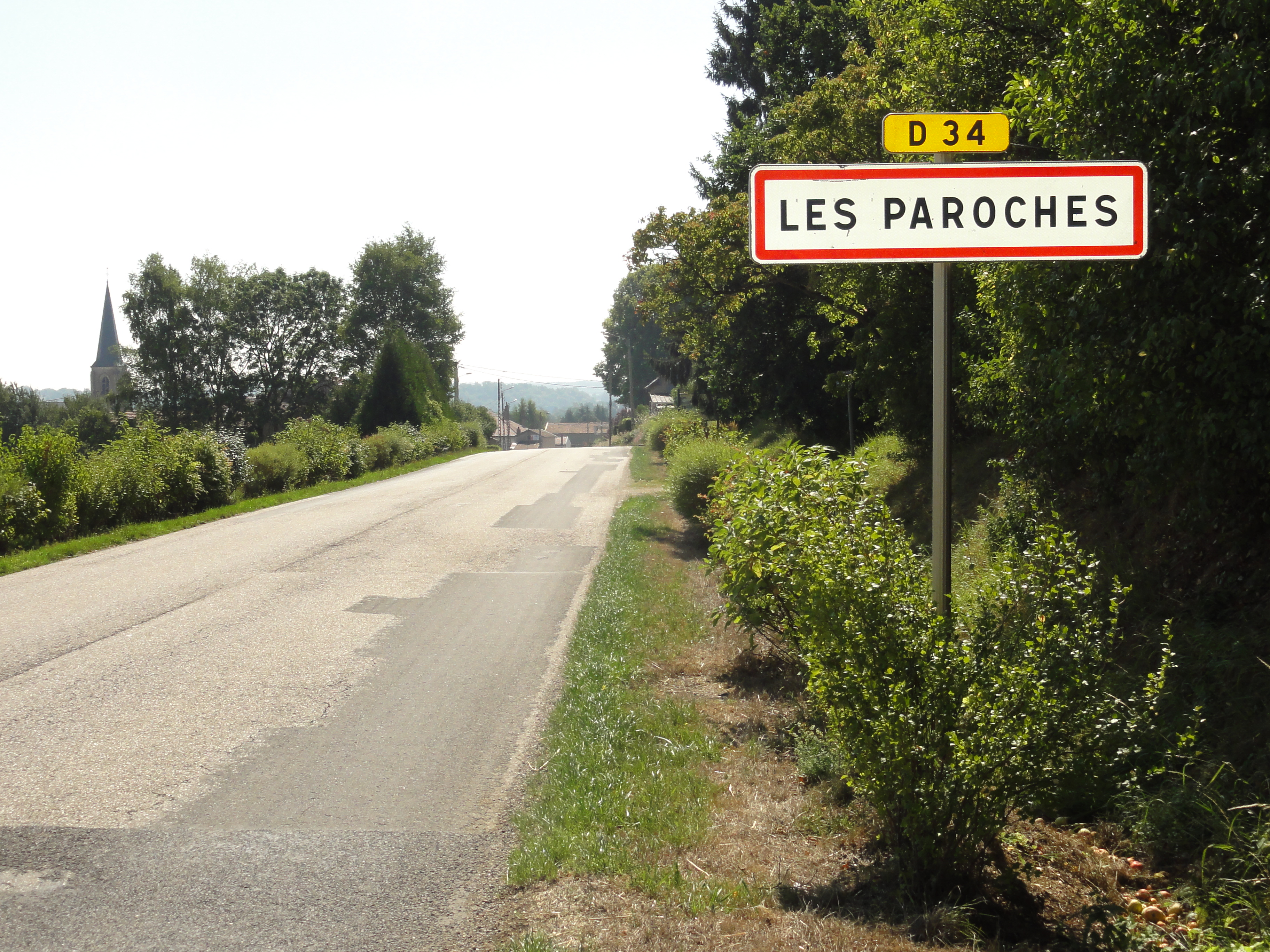
Panneau d'entrée d'agglomération

Le nom de la localité est attesté sous les formes Parrochia (1135) ; Barroches (1607) ; Les Barroches (1642) ; Les Baroches (1700) ; Barochiæ (1738).

En 1135, les villages de Guignéville et de Hametel, sont désignés du nom de Parrochia. En 1607, le nom est devenu Barroches, à rapprocher du mot paroche qui, en langue d'oïl, désigne une paroisse, d'abord au singulier.

## Histoire
La vie du village, aux premières heures du XXe siècle fut dépeinte par Louis Sadoul in : Les vieux crimes des Paroches, village vivant proche de Saint-Mihiel et de son importante garnison, une division, après la défaite de 1870 qui en avait fait la frontière avec l'Allemagne.

## Politique et administration
| Période                                  | Période                      | Identité                                    | Étiquette | Qualité            |
| ---------------------------------------- | ---------------------------- | ------------------------------------------- | --------- | ------------------ |
| Les données manquantes sont à compléter. |                              |                                             |           |                    |
| juin 1995                                | mars 2001                    | Louis Nicolas (1937-2015)                   |           |                    |
| mars 2001                                | En cours (au 3 juillet 2020) | Alain Martin Réélu pour le mandat 2020-2026 |           | Ancien agriculteur |

## Population et société

### Démographie
L'évolution du nombre d'habitants est connue à travers les recensements de la population effectués dans la commune depuis 1793. Pour les communes de moins de 10 000 habitants, une enquête de recensement portant sur toute la population est réalisée tous les cinq ans, les populations de référence des années intermédiaires étant quant à elles estimées par interpolation ou extrapolation. Pour la commune, le premier recensement exhaustif entrant dans le cadre du nouveau dispositif a été réalisé en 2004.

En 2022, la commune comptait 415 habitants, en évolution de −0,72 % par rapport à 2016 (Meuse : −4,4 %, France hors Mayotte : +2,11 %).
| 1793 | 1800 | 1806 | 1821 | 1831 | 1836 | 1841 | 1846 | 1851 |
| ---- | ---- | ---- | ---- | ---- | ---- | ---- | ---- | ---- |
| 356  | 458  | 411  | 406  | 463  | 490  | 478  | 475  | 461  |

| 1856 | 1861 | 1866 | 1872 | 1876 | 1881 | 1886 | 1891 | 1896 |
| ---- | ---- | ---- | ---- | ---- | ---- | ---- | ---- | ---- |
| 457  | 436  | 423  | 413  | 405  | 385  | 423  | 348  | 467  |

| 1901 | 1906 | 1911 | 1921 | 1926 | 1931 | 1936 | 1946 | 1954 |
| ---- | ---- | ---- | ---- | ---- | ---- | ---- | ---- | ---- |
| 377  | 384  | 404  | 186  | 227  | 217  | 205  | 232  | 234  |

| 1962 | 1968 | 1975 | 1982 | 1990 | 1999 | 2004 | 2006 | 2009 |
| ---- | ---- | ---- | ---- | ---- | ---- | ---- | ---- | ---- |
| 243  | 209  | 256  | 308  | 345  | 358  | 349  | 351  | 397  |

| 2014 | 2019 | 2022 | - | - | - | - | - | - |
| ---- | ---- | ---- | - | - | - | - | - | - |
| 417  | 413  | 415  | - | - | - | - | - | - |

## Culture locale et patrimoine

### Lieux et monuments
- Église de l'Assomption, première du XVIe siècle, reconstruite en 1925. Dans l'église une plaque monument aux morts.
- Monument aux morts.
- Fort des Paroches
- Étang de Bras
- Étang de l'abîme
- Étang de Herse
- Chapelle Notre-Dame de Refroicourt XIXe siècle, dédiée à la Vierge, restaurée en 1830, puis en 1966.
- Croix de chemin.

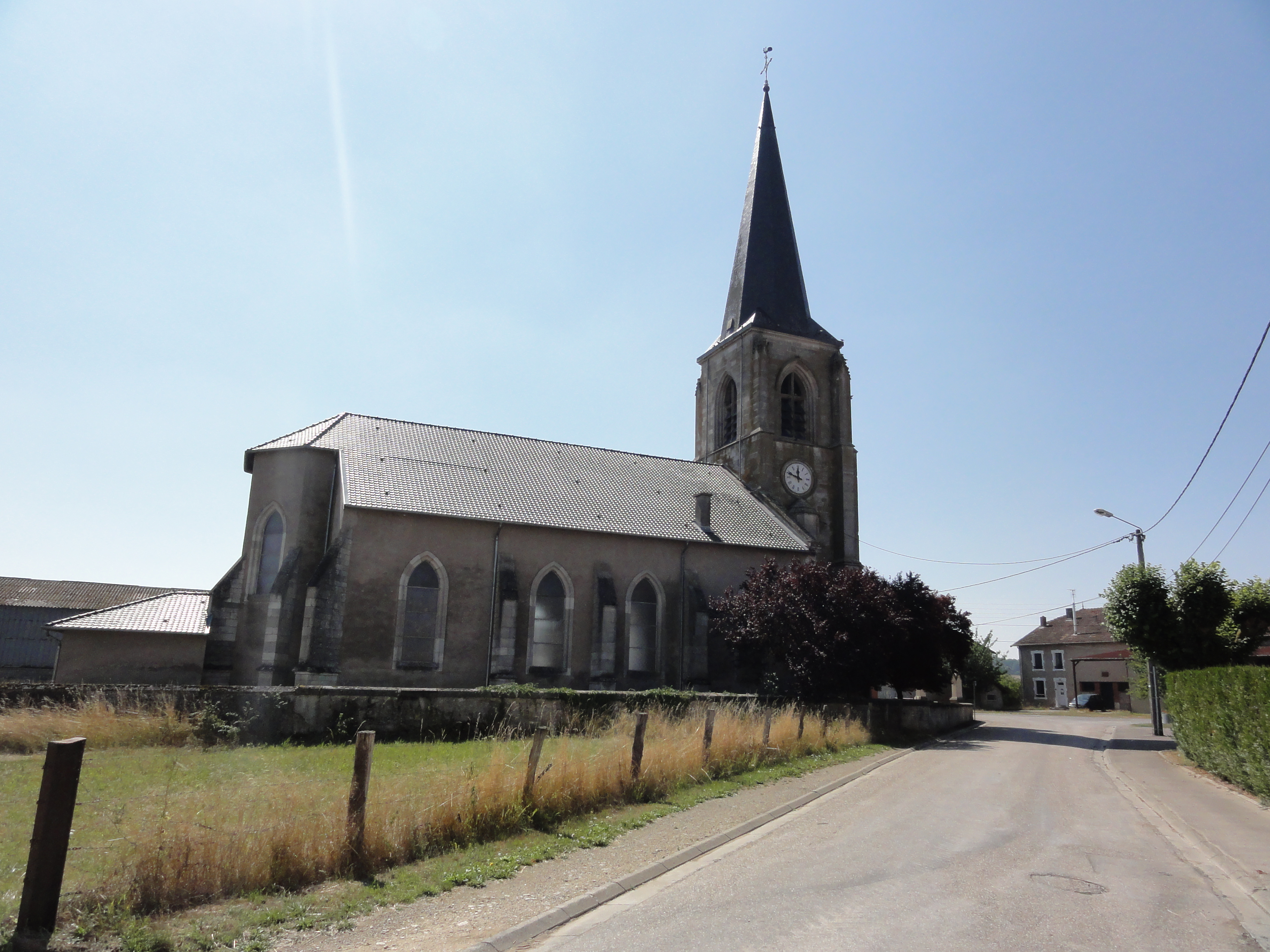
Église.
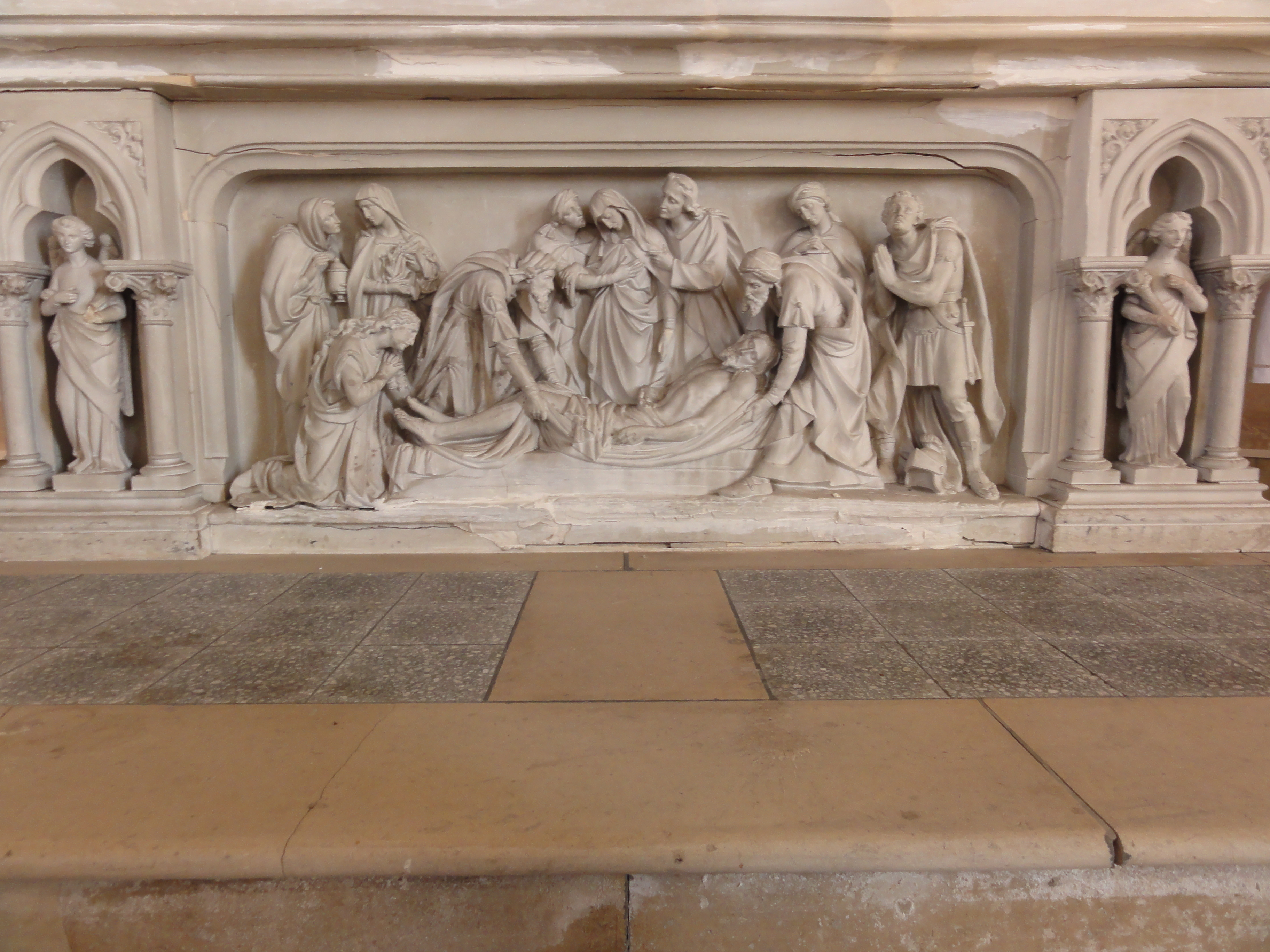
Dessous-d'autel : mise au tombeau.
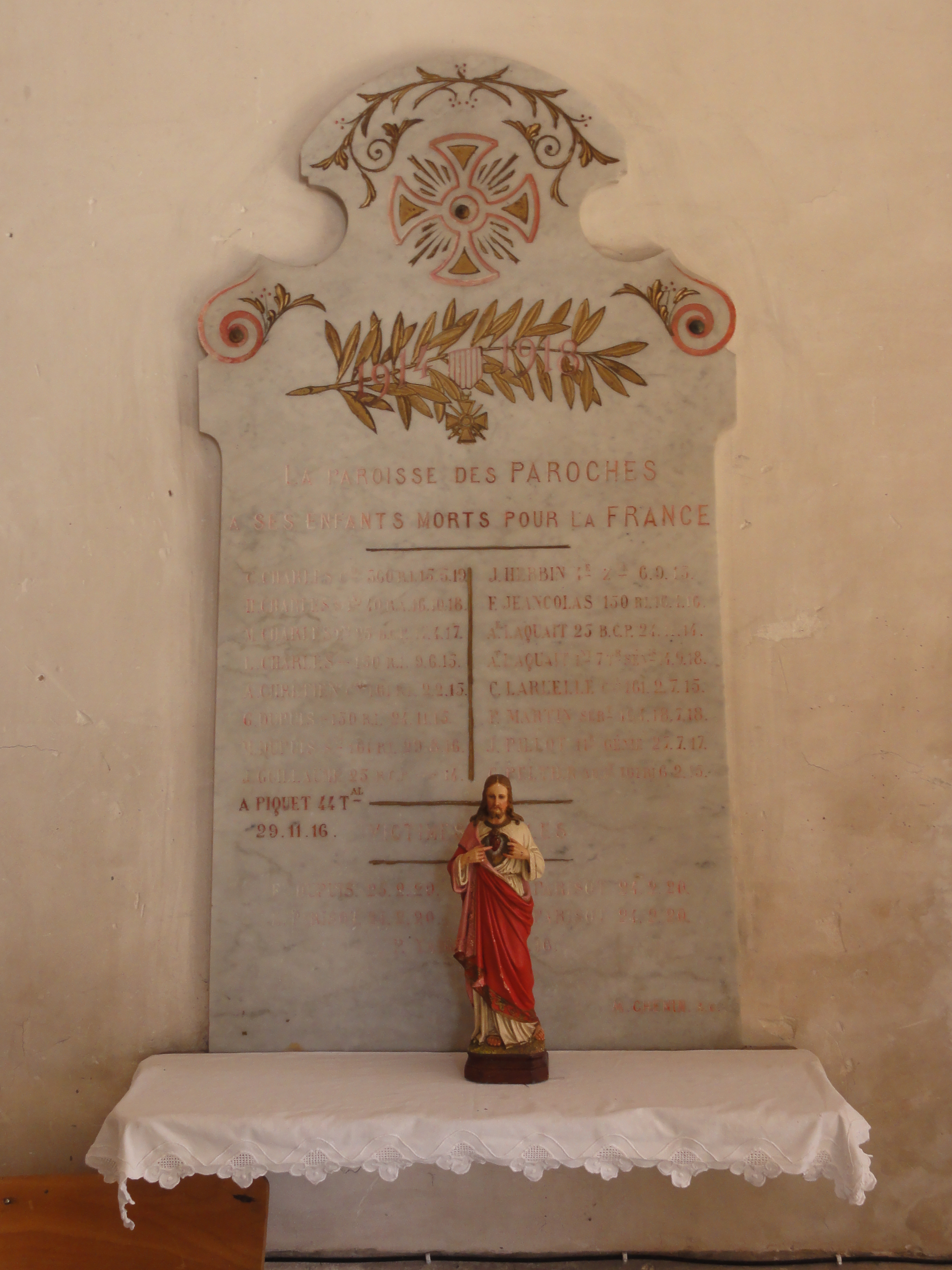
Plaque monument aux morts de l'église.
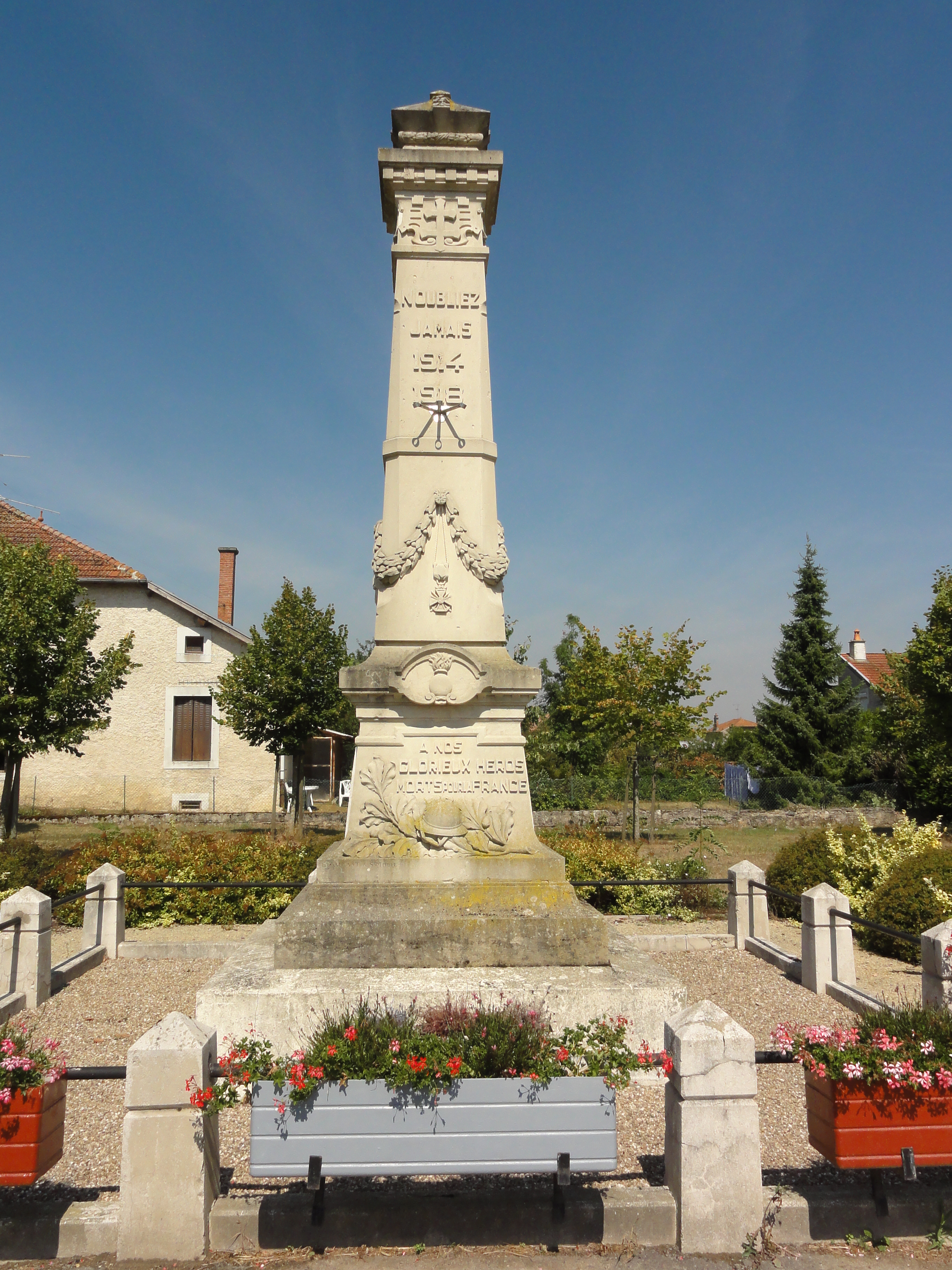
Monument aux morts.
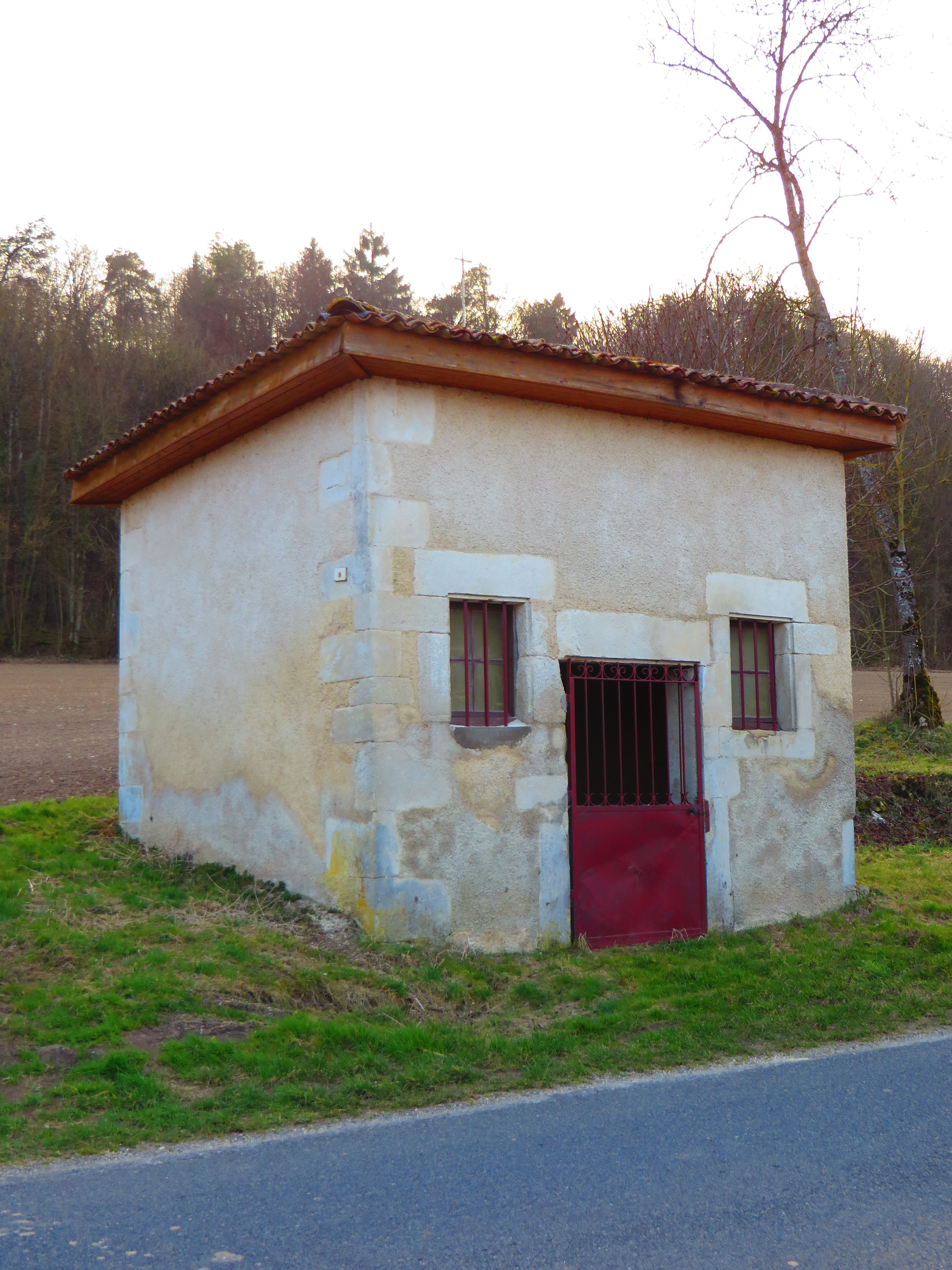
Chapelle Notre-Dame de Refroicourt.
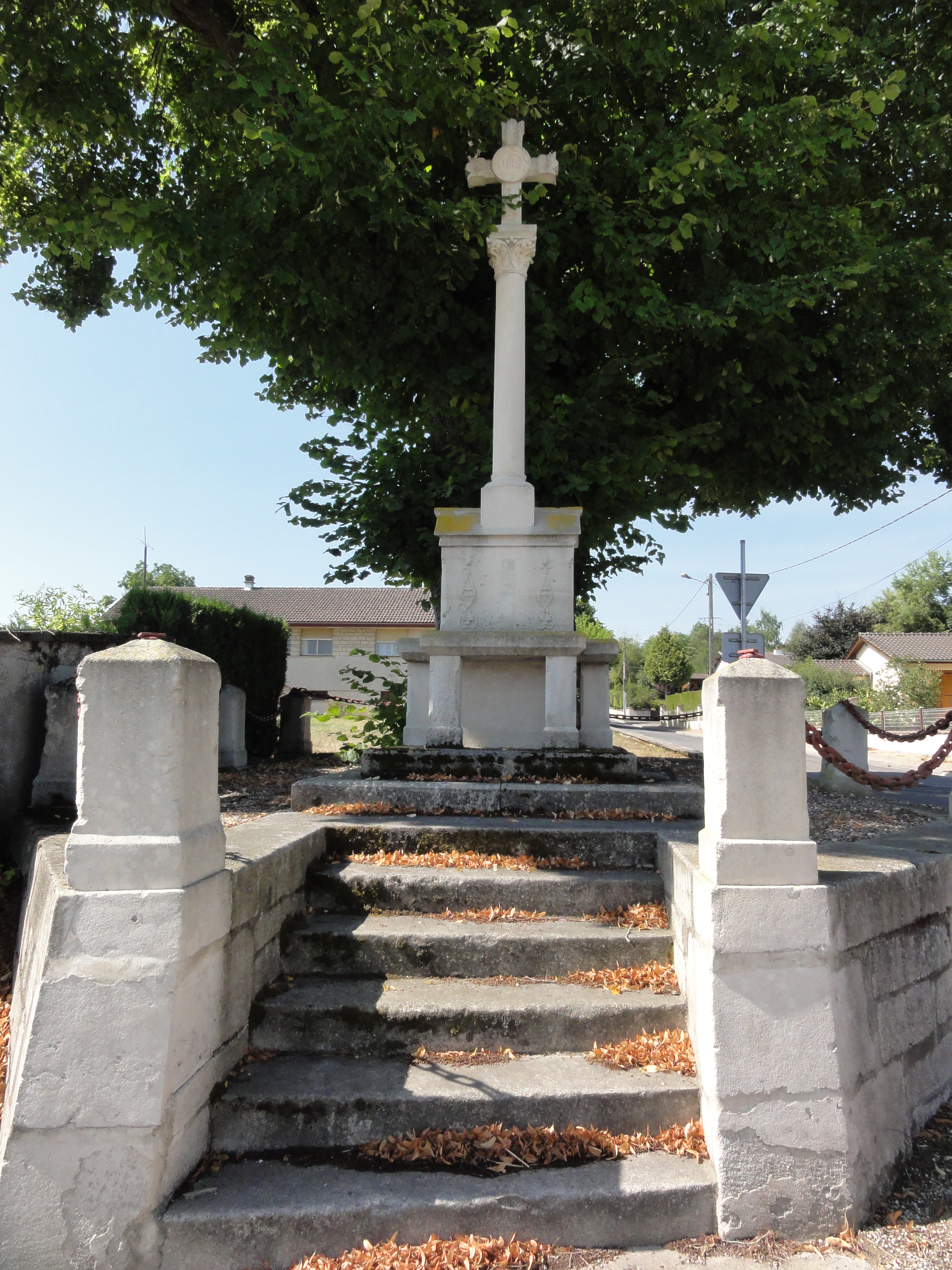
Croix de chemin.

### Personnalités liées à la commune
- Charles Nicolas Tocquot, homme politique né le 19 juin 1752 aux Paroches (Meuse), où il est décédé le 7 août 1820.

### Héraldique
|  | Les armoiries de Les Paroches se blasonnent ainsi : D'azur à la croix recroisetée et au pied fiché d'or, accostée de deux socs de charrues antiques affrontés d'argent ; au chef ondé de gueules chargé de deux fûts canons d'or passés en sautoir. Création Robert André Louis. Adopté en février 2016. |